# Ab Iove principium

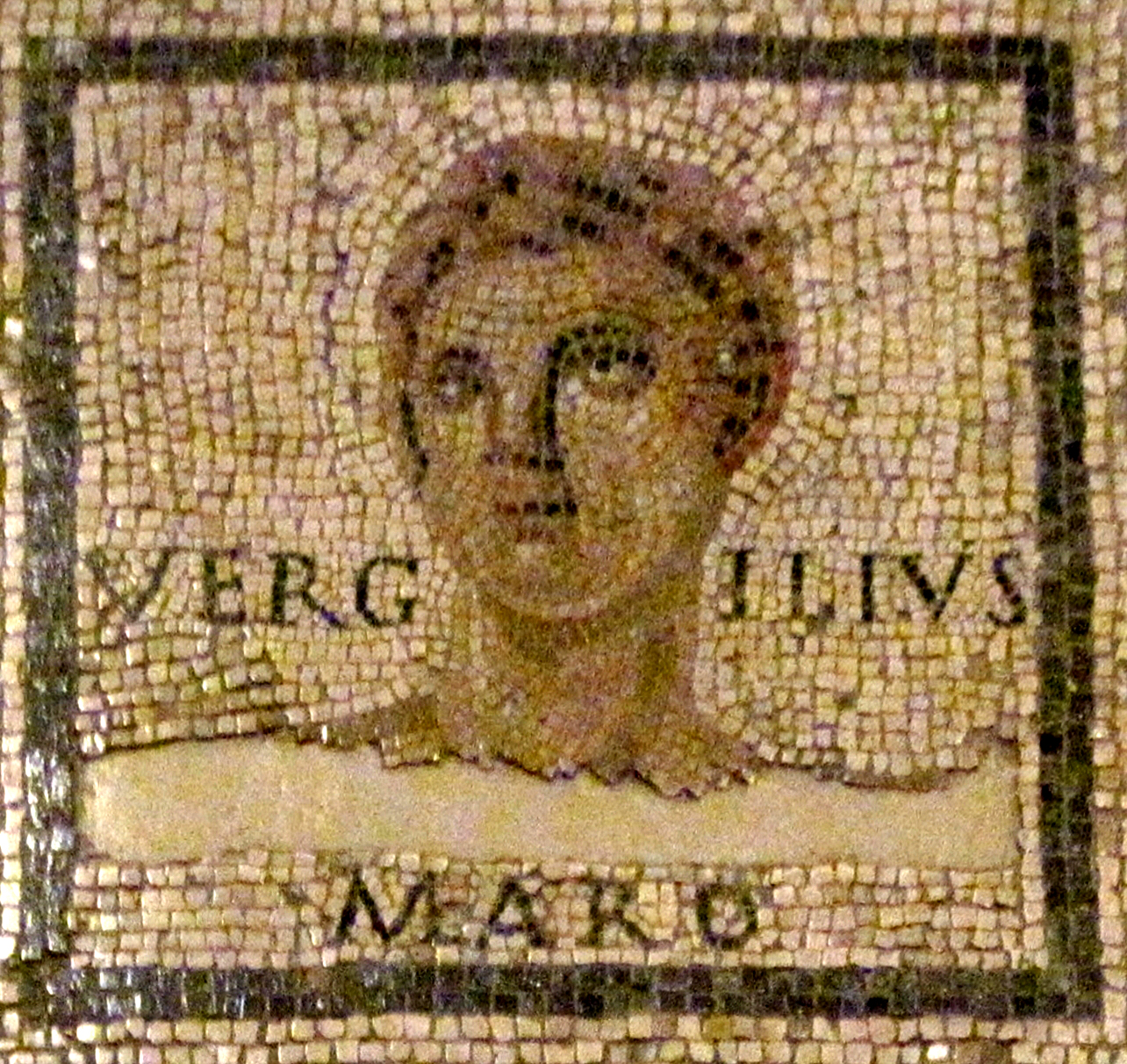
Rappresentazione di Virgilio (Monnus-Mosaic, Rheinisches Landesmuseum Treviri)

Ab Iove principium è una frase in latino che compare nelle Egloghe di Virgilio che può essere tradotta letteralmente come "da Giove prende mosse" (nel caso specifico, esortativo: "iniziamo". In quanto la frase per intero è "A Iove principium, Musae; Iovis plena": cioè "Iniziamo da Giove, o Muse: (poiché) tutto è pieno/soffuso di Giove"). È una citazione dotta che indica il supremo mandante del sapere, usato come incipit per sottolineare che il tema trattato può essere considerato incontrovertibile.